# Діденко Ігор Миколайович
І́гор Микола́йович Діде́нко (нар. 20 квітня 1964, м. Козятин, Вінницька область) — український підприємець та політик. Кандидат економічних наук. У період 1993–1997 — власник найбільших цементних заводів України; з 1998 один з керівників державної фірми «Укрнафта»; в 1999–2000, в 2008−2010 — 1-й заступник голови правління НАК «Нафтогаз»; в 2000 виконував обов'язки голови НАК «Нафтогаз». Відомий тим, що на виконання «російсько-українського міжурядового договору від 19.1.2009» — прийняв на баланс державної компанії НАК «Нафтогаз» 11 млрд м³ газу від російської компанії «Газпром», за що був заарештований 9 липня 2010 (ст. 191 Кримінального кодексу України, «розтрата чужого майна в особливо великих розмірах»).
5 вересня 2011 р., Печерський районний суд міста Києва постановив, що Діденко винний у скоєні службового злочину, але суд дійшов висновку, що Діденко не переслідував особисті майнові інтереси, тому суд призначив покарання у вигляді трьох років позбавлення волі умовно.
15 квітня 2014 у Верховній Раді була винесена на голосування Постанова № 4367 про реабілітацію 12 засуджених по політичних мотивах (зокрема й Ігоря Діденка), але Постанова набрала лише 212 голосів (при потребі 226).
З 8 травня 2014 — заступник Міністра енергетики та вугільної промисловості України.
8 грудня 2015 року Заступник міністра енергетики та вугільної промисловості України Ігор Діденко написав заяву про відставку за власним бажанням.
Запропонував взяти на поруки Коломойського.

## Ранні роки. Освіта
Ігор Миколайович Діденко (укр. Ігор Миколайович Діденко), народився в 1964 році в м. Козятин Вінницької області. Після закінчення школи вступив в Київський університет ім. Т. Шевченка — на факультет кібернетики. У 1986 отримав диплом за фахом «економічна кібернетика». Після закінчення університету направлений на роботу на Київський радіозавод в конструкторське бюро. Вступив в компартію; в 1988 обраний секретарем партійного комітету Київського радіозаводу.

## «Цементний бізнес» Діденко (1993–1997)
Наприкінці 80-х йде у приватний бізнес. Починаючи з 1993 — довгий час очолював ТОВ «Хорда», яка володіла п'ятьма цементними заводами. ТОВ «Хорда» — дочірнє підприємство «Градобанку» («Градобанк» виник на базі «Київкоопбанку», очолював ці банки Віктор Жердицький).
До 1996 року «Градобанк» входив у десятку найбільших банків України (кредитні вкладення «Градобанку» на той момент становили понад $ 250 млн). Найбільша частка інвестицій банку припадає на дочірню структуру «Градобанку» — ТОВ «Хорда», яку очолював Ігор Діденко. Основна увага Жердицького і Діденка — було направлено на цементні заводи. У 1993–1995 роках «Хорда» виділяє понад $ 20 млн на оптимізацію основних виробничих потужностей Кам'янець-Подільського цементного заводу. У 1996 році «Градобанк» отримує контроль над Миколаївським цементним заводом у Львівській області — друге за розміром підприємство цементної галузі в Україні. У 1997 Миколаївським цементним заводом зацікавилася французька фірма «Ляфарж» (один з найбільших виробників цементу на європейському ринку), яка скуповувала підприємства по всій Східній Європі. З посиленим інтересом «Ляфаржа» до українського заводу й пов'язують подальший арешт Віктора Жердицького (12 березня 1997 року, на Україні) — хоча офіційно Жердицькому інкримінували «махінації з грошима, виділеними урядом Німеччини як компенсація українським остарбайтерам (за примусові роботи в Німеччині в 1941–1945 роках)».
Преса повідомляла, що нібито в офіс «Градобанку» приходили представники «Ляфаржа» і пропонували допомогу у звільненні Жердицького за умови, що «Градобанк» і «Хорда» не перешкоджають тому, щоб «Ляфарж» придбав контрольний пакет акцій «Миколаївцементу». Ігор Діденко, який (після арешту Жердицького) взяв на себе всі функції по захисту підприємства, відмовився. І програв. Повідомлялося, що на боці «французьких інвестицій від Ляфаржа» виступали: прем'єр-міністр Валерій Пустовойтенко і віце-прем'єр Сергій Тігіпко. Зокрема, Сергію Тігіпку в листопаді 1997 року була вручена вища нагорода Франції — Орден Почесного Легіону (за економічне співробітництво з Францією).
Діденко розповідав цю історію в таких словах:
- «Коли Жердицький займався цементною галуззю, його основним конкурентом був „Лафарж“. Вони („Лафарж“) мали прямий вихід на Кучму; Ширак зустрічався з ним (з Кучмою) досить регулярно». «Мої об'єкти, які забрали повністю — це цементна галузь. Комбінація „усмішка Ширака в обмін на прихильність Кучми“ призвела до того, що у групи „Хорда“ були вилучені акції п'яти цементних заводів. На сьогодні це потужні бізнес-структури, їх забрали незаконно. Оскільки це робилося із залученням Фонду держмайна, то при наявності політичної волі до цих питань треба повертатися. Хоча де-факто їх забирали в „Градобанку“, який, в свою чергу, захопив їх у „Хорди“ за неповернені кредити. Зараз я не знаю, чи існує взагалі „Градобанк“. Однією з причин, чому французькому „Лафаржу“ вдалося заволодіти нашим цементним комплексом, є те, що з нами не розрахувалися споживачі цементу. Найбільшим боржником був „Київміськбуд“, вічно очолюваний Поляченком. Їх куратором, який повністю визнавав борги — в 5 мільйонів доларів зразка 1993 року! — був заступник мера Омельченко. Але після його призначення першим керівником міста (мером Києва), Омельченко просто зник з процесу спілкування. Дуже шкода, що люди такого рівня мають здатність банально „кидати“ бізнесменів. І я дуже співчуваю довірливим вкладникам, які можуть потрапити в пастку фінансово-будівельної піраміди в Києві».[9]

Через півроку (восени-1997) Жердицького випустили з СІЗО без суду. Справу закрили. Через кілька місяців, в березні-1998, Жердицький був обраний «народним депутатом парламенту України» і отримав «депутатську недоторканність» — проте обраний він був у Закарпатській області, яка вважалася вотчиною Медведчука (керівника адміністрації президента Кучми), і таким чином, почав конкурувати з Медведчуком. У ті роки в Україні переслідувалися не тільки політичні конкуренти «команди президента Кучми», а й бізнес-конкуренти (такі як Лазаренко); правосуддя носило «вибірковий характер» й зловживання з боку «команди Кучми» залишалися непоміченими прокуратурою.

## «Укрнафта» і «Нафтогаз» в 1998–2000
Після втрати позицій в «цементної галузі» в 1997 році («Градобанк» забрав за борги — 5 заводів фірми «Хорда», а у «Градобанку» ці заводи забрала фірма «Лафарж») Ігор Діденко вже восени-1997 переключився на роботу в державній фірмі «Укрнафта».
На початку 1998 року (незадовго до виборів у Верховну Раду Україна) Ігор Діденко став одним з керівників державної компанії ВАТ «Укрнафта», його компаньйоном стає Ігор Бакай (глава державної компанії НАК «Нафтогаз»; людина з команди президента Кучми), з яким Діденко зберіг добрі стосунки навіть в 2005 році, хоча Бакай належав до «команди Кучми», а Діденко від тієї команди постраждав.
У червні 1998 року «Укрнафта» увійшла в Національну акціонерну компанію «Нафтогаз України», Ігор Діденко став першим заступником Ігоря Бакая (голови правління «Нафтогазу»). Діденко контролював частину нафтогазового ринку, але вважається, що Діденко так і не встиг стати «олігархом».
У березні 2000 (під час уряду Ющенко-Тимошенко) Бакай написав заяву про відставку з поста голови правління «Нафтогазу» (тоді ж пішов у відставку й міністр економіки Тігіпко); а обов'язки голови правління НАК «Нафтогазу» став виконувати Діденко. Проте вже 20 червня 2000 Діденко був звільнений з цієї посади (наказ про звільнення підписав перший віце-прем'єр Єхануров):
- «Для Діденко, як союзника Бакая, з одного боку; і як посадової особи, підзвітної уряду Ющенка, з іншого — було необхідно вести подвійну гру… Приміром, у травні 2000 року Ігор Діденко санкціонував (проти бажання Тимошенко й Ющенко) „вексельний взаємозалік між приватизованими обленерго“ (велика частина яких виявилася під впливом народного депутата Григорія Суркіса (з команди Кучми)) і „Дніпроенерго“ з залученням до операцій „Українського кредитного банку“ (в керуючий раду банку входив Григорій Суркіс). За даними експертів, держава в результаті цієї операції могло втратити 550 млн грн. Кабінет Міністрів анулював дану операцію і Ющенко навіть підготував проект документа про відставку Ігоря Діденка. Але Діденко зумів обґрунтувати свою правоту і навіть зміцнив свої позиції. Однак у червні 2000 року Діденко йде на черговий „виклик“: він відключає подачу газу окремим підприємствам Дніпропетровська саме в той момент, коли в місті перебували Президенти України та Казахстану… 20 червня 2000 року перший віце-прем'єр Юрій Єхануров підписав Постанову Кабінету Міністрів № 999 про звільнення Ігоря Діденка від виконання обов'язків голови правління НАК „Нафтогаз України“».[2]

Відставка Діденко (і тим більш Бакая) означали тимчасове ослаблення впливу «команди президента Кучми» на ринок газу і нафтопродуктів — це дало віце-прем'єру з паливно-енергетичного комплексу Тимошенко можливість реформувати ринок газу і нафти в Україні (зокрема, Тимошенко ліквідувала «вексельні взаємозаліки і бартер»), і отримати в результаті «досить істотні кошти для держ. бюджету».

## Політичні погляди Діденко
Ігор Діденко не був, і не є «політичним діячем України», він був крупним бізнесменом у 1993–1997 роках (без статусу «олігарха»), з 1998 року — Діденко був одним з керівників ВАТ «Укранафта»; з 1999 — одним з керівників НАК «Нафтогаз» (тобто є «державним службовцям вищого рангу»).
Діденко важко віднести до якоїсь «групи чи партії» в українській політиці :
- У 1997 році Ігор Діденко вступає в «Партію Реформи і порядок» (скорочено «ПРП»; це партія ліберально-патріотичного спрямування; лідером партії був Віктор Пинзеник, який з 2000 підтримував прем'єр-міністра Ющенка).
- Під час роботи в НАК «Нафтогаз» (1998–2000) — був партнером глави «Нафтогазу» Ігоря Бакая, був близький до «групи Волкова»[2] (Волков і Бакай це «найближче оточення президента Кучми» в 1998–2004, зусиллями яких була, зокрема, звільнена Тимошенко в січні 2001). У грудні 2005 (коли Бакай був уже «в опалі у помаранчевої влади» й переховувався від правоохоронних органів України в Москві) Діденко відкрито підтримав Бакая: «Бакай — проукраїнськи налаштована людина».[9]
- Але в той же час, у Діденка (у 1990-х) були погані відносини з Сергієм Тігіпко (оскільки Тігіпко допомагав «Ляфарж» у боротьбі проти «цементного бізнесу Діденко»), й навіть з Віктором Медведчуком: «Експерти вважають, що реальними цілями в „справі Жердицького“ є Пинзеник і Ющенко і що за банкрутством „Градобанку“ стоїть… нинішній (березень 2004) глава Адміністрації Президента Віктор Медведчук».[2]
- У період роботи в. о. голови НАК «Нафтогаз» в 2000 — у Діденко був «конфлікт на виробничому ґрунті» з віце-прем'єром Ю. Тимошенко. Хоча в січні 2008 — саме прем'єр-міністр Тимошенко призначає Діденко «першим заступників голови „Нафтограза“», повернувши, таким чином, Діденко на його посаду через 8 років.
- У період 2008–2010 (період «КабМіну Тимошенко») Діденко рідко з'являвся в ЗМІ. Виконуючи «договір між Україною і Росією від 19.1.2009», Діденко прийняв на баланс НАК «Нафтогаз» 11 млрд м³ природного газу від «Газпрому» (за що Діденко був арештований після приходу до влади Януковича).

## Діденко під слідством у німецькій в'язниці в 2001–2004 роках
Епіграф:
 — «Діденко заявляє і показує вирок — до грошей остарбайтерів він не мав ніякого відношення. Це звинувачення просто відпало під час суду» (з передмови до інтерв'ю Діденко сайту «Українська правда», 16.12.2005).
 — «У грудні 2004 року був повністю виправданий судом Франкфурта». «Згодом Діденко добився зняття судимості». «А в 2006 році Верховний суд Німеччини виправдав і Жердицького».

### Знову «справа Жердицького». Суд над Діденко в 2001–2004. Виправдання Діденко
Жердицького випустили із СІЗО (в Україні) без суду — восени 1997 року. З березня-1998 Жердицький був обраний «депутатом парламенту України» й користувався «депутатською недоторканністю». Лише через три роки «правоохоронні органи України» знову згадали про «гроші остарбайтерів» — і організували арешт депутата Жердицького в Німеччині:
- «Наприкінці 2000 року в Німеччині заарештували Віктора Жердицького — екс-главу „Градобанку“… Спливає давня справа „українських остарбайтерів“ : Віктора Жердицького звинувачують у привласненні DM86 млн. Приблизно через рік у Франкфурті по цій же справі заарештовують Ігоря Діденка. Обидва перебувають під слідством і до цього дня (березень 2004)».[2]

Діденко не переслідували під час «першого арешту Жердицького в Україні, 1997 року». Колишні компаньйони Жердицький та Діденко — розсварилися ще в 1996–1997 роках («Градобанк» відібрав за борги — всі цементні заводи «Хорди»).
14 липня 2001 Діденко був арештований німецькою поліцією в аеропорту Франкфурта (під час транзитного перельоту до Києва — Діденко вийшов з «зони аеропорту» на територію Німеччини, де і був заарештований) за звинуваченням у змові з Жердицьким. Діденко так коментував ті події:
- «Його (Жердицького) затримали (у Німеччині, 2000 рік) — звинувативши у відмиванні грошей, але це відпало через півроку. Тому їм став потрібен я — адже вони тримали парламентаря іншої країни за ґратами без жодної судової перспективи! Спочатку вони спробували пришити зловживання грошима остарбайтерів. Коли ця справа розвалилася й вони це визнали, то почали розкручувати звичайні бізнес-зв'язки українського банку („Градобанку“) з українською фірмою („Хорда“)!».[9]

У ЗМІ повідомлялося, що Діденко звинувачували в розкраданні «4 млн дойчмарок остарбайтерів» з «Градобанку» в 1997 році. У червні-2004 Діденко був засуджений «земельним судом в Хільдесхаймі (Німеччина)» до 4 років і 3 місяців позбавлення волі (й тоді ж був звільнений з ув'язнення); але подав апеляцію й був повністю виправданий судом вищої інстанції у Франкфурті-на-Майні в грудні 2004 року. У 2008 році знову зайняв пост «першого заступника голови правління НАК „Нафтогаз“»:
- «Ще раз підкреслюю: ні зловживання, ні тим більше „крадіжки остарбайтерські грошей“ ні за українськими, ні за німецькими законами ніколи не було. Можу показати цитату з вироку німецького суду (у Франкфурті), де заявлено: неіснуюча крадіжка остарбайтерські грошей не мала ніякого зв'язку з питанням, який вивчався три роки в суді Гільдесхайма (у справі Діденка)».[9]

Слідство в Гільдесхаймі по справі Діденка тривало 35 місяців (безпрецедентно довго); весь цей час Діденко перебував у в'язниці, в одиночній камері 8 м² (з телевізором і навіть з «обмеженим інтернетом»); Діденко ходив на судові засідання в майці з написом «Я ненавиджу німецьку брехню» (на носіння майки дала дозвіл суддя). Відразу ж після оголошення вироку (влітку 2004) — Діденко був випущений на свободу (але залишався у Німеччині, а на Україну повернувся лише 8.2.2005 — тобто після призначення «КабМіну Тимошенко» 4.2.2005). Діденко пояснює ці події так:
- «Питання: За що ж суд Німеччини засудив вас до чотирьох років і трьох місяців тюремного ув'язнення? — За те, що я нібито допоміг Жердицькому зловжити довірою щодо його рідного „Градобанку“. Але цей вердикт не вступив в законну силу. Матеріали зараз знаходяться у Генеральній прокуратурі Німеччини, потім вони надійдуть на розгляд до Верховного суду ФРН. Мої шанси на виправдувальний вирок у німецькому суді дуже оптимістичні. Перебуваючи за ґратами 35 місяців, я не був засуджений. Суд просто обрав термін покарання так, щоб „на момент винесення вироку“ я вже відсидів дві третини цього часу. Бо це давало можливість мені відразу вийти на волю».[9]

### Причини арешту Діденко в 2001 році
Як випливає з остаточного рішення суду — причини арешту Діденко лежать за межами «грошей остарбайтерів». Більш ймовірно, що Діденко був втягнутий у політичну боротьбу, навіть проти своєї волі: 

1) Хоча у 2000 році Діденко конфліктував з віце-прем'єром Тимошенко, однак сам Діденко виявився автором деяких «реформ нафто-газового сектора» (а саме за такі реформи, усунення деяких «тіньових схем в нафтогазовому секторі» — й поплатилася Тимошенко «ув'язненням у СІЗО на 43 дні»; а чоловік Тимошенко — просидів в СІЗО в Києві цілий рік (з серпня-2000), й був відпущений на волю без суду). Ось слова Діденко про його участь в «реформах Тимошенко»: 
 — «Питання сайту „Українська правда“, грудень-2005: Відомо, що коли ви працювали виконуючим обов'язки голови Нафтогазу, у вас був конфлікт з Тимошенко. — Був, але він був викликаний абсолютно виробничими причинами. Тимошенко відстоювала один шлях розвитку Нафтогазу й його підрозділів, я — інший. У неї в 1999 році були уявлення зразка 1994 року про функціонування газового комплексу. Вона виходила зі свого вдалого досвіду трьох-п'ятирічної давнини. Хоча Тимошенко тоді (2000 рік) дійсно зробила дуже позитивні кроки на ринку торгівлі електроенергії, а ми зробили досить позитивні кроки на ринку торгівлі газом».
Будь-який зв'язок з опозицією (тим більше з нафтогазовими реформами Тимошенко) були в той час — підставою для неприхильного ставлення влади.
2) Сам Діденко стверджував, що за два дні до арешту зустрічався з Ющенком з приводу майбутніх виборів — це теж могло сприйматися «командою Кучми» вкрай негативно: 
 — «Остання моя зустріч з ним (з Ющенком) була за два дні до мого арешту, навіть пам'ятаю дату — 12 липня 2001 року. Ми дискутували про конфігурацію виборів до парламенту 2002 року».
3) Ще більше негативним-небезпечним для влади — Діденко ставав з тієї причини, що перед його арештом — він знайшов спільну мову з прем'єр-міністром Кінахом, і міг знову отримати посаду віце-президента «Нафтогазу»: 
 — Діденко говорив про день арешту: «До речі, я тоді їхав на останню співбесіду з тодішнім прем'єром Кінахом для повторного призначення мене першим заступником глави Нафтогазу».
Таким чином, в очах «команди Кучми» Діденко ставав досить небезпечною людиною — «можливим спонсором Ющенка» й «прихильником „газових реформ Тимошенко“». Діденко, як «крупний бізнесмен й віце-президент Нафтогазу», міг надавати «істотну підтримку опозиції на майбутніх парламентських виборах-2002» (на яких опозиція дійсно перемогла «провладні партії»).
4) Також сам Діденко говорив, що «справу Градобанку» намагалися прив'язати до лідера опозиції Ющенка (який до 1999 року очолював Нацбанк України):
«Питання: Німецький суд звільнив вас влітку 2004 року. Чому ви одразу не повернулися на Україну — боялися Кучми? — Я був готовий повернутися. Але певні сили, прихильники колишньої влади, просили мене під час слідства й після звільнення — давати брехливі інтерв'ю проти кандидата в президенти Ющенка, пов'язані з остарбайтерські грошима. Якщо пам'ятаєте, то Янукович не погребував згадати цю тему навіть під час дебатів з Ющенком (у грудні-2004). Але я відповідально заявляю — крадіжки остарбайтерські грошей ні-ко-ли не бу-ло! Це довів німецький суд. Усіх зацікавлених можу ознайомити з документами».

## Сім'я Ігоря Діденка
Про сім'ю І. Діденко відомо небагато:
 — У 2001–2004 роках — за порадою І. Діденко сім'я проживала в Іспанії, оскільки побоювалися повертатися в Україну. Станом на липень 2010 Діденко мав трьох малолітніх дітей; одружений.
 — Про сина (1997 р. н.) Діденко розповідав: «мій маленький син з чотирьох до семи років свого життя щомісяця їздив з Іспанії в німецьку в'язницю. Перед побаченнями зі мною його обшукували як брутального злочинця!», «Мій син ходив у соціальну школу в рідному селі Хуана Антоніо Самаранча (в Іспанії) разом з африканцями й латиноамериканцями».

## 2004–2008 роки
У 2004–2008 рр. Діденко був головою ради директорів «Міжнародного інституту проблем енергетичної безпеки».

## 2008 рік. Видворення посередника «УкрГазЕнерго»
У січні 2008 року І. Діденко був призначений на посаду першого заступника голови правління НАК «Нафтогаз» — прем'єр-міністр Тимошенко, яка говорила про нього як про «махінатора» 8 років тому, змінила свою точку зору. З перших днів роботи — Діденко проводить лінію прем'єр-міністра (з якою був згоден і президент Ющенко) на видворення з ринку України — посередника «УкрГазЕнерго» (який був створений урядом Єханурова), події розвивалися досить гостро (пік загострення припав на 8 лютого 2008).

## 2010 рік. Арешт Діденка у справі Росукренерго
10 червня 2010 проти І. Діденко було відкрито кримінальну справу за підозрою в «розтраті чужого майна в особливо великих розмірах» (ст. 191 Кримінального кодексу Україні).
9 липня 2010 (п'ятниця) Діденко був арештований СБУ на вулиці, по дорозі з роботи: «Його просто схопили на вулиці і пред'явили звинувачення в економічних злочинах». На цей же день припало «60-ти річчя Януковича» (в особистому палаці Януковича в Криму відбувалися гучні урочистості з цієї нагоди, були запрошені олігархи й зірки естради, вів концертну програму Ф. Кіркоров; за оцінками преси — вартість ювілею склала більше трьох млн дол.).
Рішення про взяття Діденка під варту — прийняла суддя Марія Приндюк, яка в 2003 році випустила «на підписку про невиїзд» генерала Пукача (керівника «департаменту зовнішнього спостереження» МВС України, вбивцю журналіста Гонгадзе). По закінченню суду Діденко прокричав услід суддям, що виходили із залу: «Тепер йдіть на Банкову за премією!»
Ю. Тимошенко так прокоментувала арешт Діденко: «І пан Макаренко, і пан Діденко — захищали національні інтереси України і прибирали компанію RUE (РосУкрЕнерго) з газового ринку як посередника між Росією та Україною».
12 липня 2010 газета «Комерсант-Україна» помістила оцінки експертів щодо причин арешту Діденко:
- «Все, що робиться, має тільки один сенс — зробити Юлію Тимошенко менш активною і більш поступливою» — сказав директор Інституту проблем управління ім. Горшеніна Володимир Фесенко.
- «Дії СБУ покликані насамперед зупинити спроби БЮТ: законодавчо перешкодити поверненню 11 млрд кубометрів газу RUE й відправити у відставку главу Мінпаливенерго Юрія Бойка».[14]

## 2011
26 квітня 2011 Печерський районний суд Києва повернув до Генпрокуратури справи заступника голови НАК «Нафтогаз України» Ігоря Діденка, екс-голови Державної митної служби України Анатолія Макаренка, колишнього заступника начальника «Енергетичної регіональної митниці» Тараса Шепітька. Таку постанову суд виніс у зв'язку з порушенням Генпрокуратурою України кримінальної справи щодо екс-прем'єра України Юлії Тимошенко щодо «газових контрактів між Україною і Росією від 19.1.2009 року». Суд мотивував своє рішення тим, що у кримінальних справах стосовно Діденка, Макаренко, а також Тимошенко «вивчаються ті самі події та обставини».

### Вирок суду
5 вересня, Печерський районний суд Києва визнав винним Ігоря Діденка у скоєні службового злочину і обрав йому покарання у вигляді трьох років позбавлення волі з відстрочкою виконання вироку на три роки. Суд дійшов висновку, що зібрано достатньо доказів, які повністю доводять провину Діденка. Водночас суд не побачив, що Діденко переслідував особисті інтереси, здійснюючи злочин. Рішенням суду Діденко звільнений з-під арешту в залі суду.

## Рейдерство
У 2013 році Ігор Діденко і Сергій Бондарчук (якого розшукує інтерпол за присвоєння держмайна в особливо великих розмірах) здійснила рейдерський захват ПП «Флора», якому належить 170 гектарів ягідника в Шацьку, позбавивши права власності Михайла Мигеля.